# Хуберт или Завръщане в Казабланка
„Хуберт или Завръщане в Казабланка“ (на немски: Hubert oder Die Rückkehr nach Casablanca) е роман от немския писател Петер Хертлинг (р. 1933), публикуван през 1978 г.
Някогашната западногерманска действителност е позната главно в нейните политически и социални измерения. Ред психологически мотиви и подбуди, които определят световъзприемането и поведението на обикновения, редови гражданин на Федералната република от седемдесетте години на XX век, остават скрити и почти неизследвани от литературата. Причината е болезненото минало, комплексите за национална вина спрямо съседните народи, компенсирани от мита за „стопанско чудо“, и не на последно място, бясното темпо на „модерния“ буржоазен живот, което приковава погледа към ефимерните цели на деня и не му позволява да проникне по-дълбоко в подмолите на психиката и съзнанието. Следвоенният немски бюргер сякаш се бои да надзърне в душата си, защото ще открие там страшни неща. Така той бързо загубва своята самоличност, действителния си лик и същност.
С тези и други проблеми се занимава нашумелият в края на 1978 година роман на Петер Хертлинг „Хуберт или Завръщане в Казабланка“. Тази книга на четиридесет и пет годишния поет, белетрист и детски писател бързо направи името му известно, бе преведена в неедна страна, публикувана бе и в ГДР. Успехът на почти автобиографичния роман се дължеше преди всичко на психологическата му дълбочина, изповедната откровеност и острата социална и политическа критика.
Приликата
Хуберт Виндиш – така се казва „героят“ на Хертлинг – е преуспяващ редактор в едно западногерманско издателство, той се е издигнал до върха на кариерата си, като вече почти се числи към „шефовете“. На пръв поглед всичко в живота му е наред, няма какво повече да се желае. И въпреки това Хуберт е някак пречупен, лишен е от физиономия и вътрешен център.
Романът започва с това, че Хуберт си купува първата мека шапка в живота. Още в магазина става ясно, че в своя избор Хуберт несъзнателно се стреми да наподоби външността на популярния киноартист Хъмфри Богарт от нашумелия филм на Майкъл Къртис „Казабланка“. Дори продавачът с известна ирония отбелязва поразителната прилика.
От пространните ретроспекции в повествованието се разбира, че бащата на Хуберт е бивш немски офицер с деспотичен характер. Той систематично потъпква у сина си всички „недостойни“ пориви на личността му. Постоянно му говори: „От тебе никога няма да излезе истински мъж.“ Майката е плаха и покорна жена, а по-големият брат на Хуберт, от когото по думите на бащата „ще излезе мъж“, е готов да наследи кариерата на баща си. След като в Германия идва на власт Хитлер, бащата бързо намира мястото си в редовете на есесовците и все повече се отчуждава от сина си.
Физически и душевно Хуберт е слабоват тип и ходенето на кино му дарява краткотрайно бягство от бремето на реалния живот. За да се приобщи към „света на силните“, Хуберт влиза в редовете на Хитлеровата младеж и преминава всички степени на обучение във вярност към фюрера и Райха. Когато започва Втората световна война и немските войски навлизат в Полша, бащата заминава за фронта, а Хуберт се записва доброволец във Вермахта.
Сянката на бащата
Истинската причина за това обаче не е някаква самоотверженост, а желанието му да се освободи от интимната връзка с едно момиче, чийто баща е емигрирал по политически подбуди, а майката на Хуберт не желае той да общува с „политически опасни“ лица. Постъпването му в редовете на Вермахта е бягство от живота с неговите морални задължения.
За изненада на Хуберт не го пращат на фронта и той прекарва дните си из щабни канцеларии, пътува служебно из разрушени от бомби градове и ги разглежда като кадри от военен филм. На Хуберт му липсва всякакво живо отношение към събитията около него. Макар че пред очите му всичко се руши, той се е обгърнал в безразличие.
Случаят го отвежда в Бърно и там той изживява поврат – Германия стремително губи позициите си и военните действия скоро ще се водят на нейна територия. Още след атентата срещу Хитлер е станало ясно, че войната, а с нея и всички мними ценности, ще бъдат загубени.
Хуберт потърсва спасение в един нелеп и абсурден брак с вдовицата на лейтенант от военновъздушните сили. При неясни обстоятелства бащата на Хуберт се самоубива в Холандия. В състояние, на криза героят на Хертлинг влиза в открито стълкновение с есесовските си „бойни другари“ и в последна сметка се озовава в американски плен.
Американската мечта
След войната започва американизацията на Хуберт – той вече живее само чрез подражание и се държи по-американски от самите американци. Дирейки убежище за разбитата си самоличност, той бързо се приобщава към новата буржоазна действителност, изградена по американски образец. Така Хуберт дели дните си между съсипваща журналистическа работа и пошли любовни авантюри, в които „се утвърждава“ като мъж.
Веднъж Хуберт пътува за Париж. Вечерта, след приключването на трудни преговори около издателството на вестника, той най-после гледа в едно малко кино познатия му от пресата филм „Казабланка“. В резултат той се идентифицира с героя на филма и заживява в неговия „безразсъден“ стил. Но пред една запалена лека кола, когато трябва да прояви мъжество, Хуберт се показва страхливец, твърде различен от привлекателния образ на любимия му филмов герой на Хъмфри Боугарт.
През целия си живот Хуберт се е крил от себе си в измамни роли, нямащи нищо общо с безцветната му, манипулирана от силите на деня личност. Романът внушава, че при определени социални и политически условия жадуваното завръщане към себе си, към истинските стойности на живота е обречено на неуспех. Остава „спасението“ на бягството в миражите на псевдоизкуството, в сладките, но измамливи „преображения“, предлагани от масовата култура.